# Saint-Laurent-Rochefort
Saint-Laurent-Rochefort là một xã trong tỉnh Loire miền trung nước Pháp.